# Missionários Oblatos de Maria Imaculada
Os Missionários Oblatos de Maria Imaculada (em latim: Congregatio Missionariorum Oblatorum B.M.V. Immaculatae, abreviatura O.M.I.) são uma congregação religiosa, um instituto de vida consagrada, fundada em 1826, por Santo Eugênio de Mazenod, com o objetivo de dedicar-se por inteiro à educação de crianças e jovens, além das missões de evangelização.
Atualmente, os Oblatos de Maria Imaculada (também chamados Oblatos de Mazenod), são milhares em todo o mundo. Estão distribuídos em 69 países. Foram pioneiros na evangelização em lugares inóspitos (como o Polo Norte), o que valeu o apelido de "Missionários especialistas em missões difíceis".

## Organização
A congregação é chefiada por um general superior, o primeiro tendo sido seu fundador, Eugène de Mazenod, de 1816 a 1861, o ano de sua morte. Eleito para um mandato de seis anos renovável uma vez, o superior geral é assistido por um vigário geral, um primeiro assistente geral, um segundo assistente geral, cinco conselheiros gerais responsáveis por cada uma das províncias por continente, secretário geral e, finalmente, tesoureiro geral. A casa geral fica em Roma, via Aurélia.

### Lista de superiores gerais
1. Eugène de Mazenod (1816-1861)
2. Joseph Fabre (1861-1892)
3. Louis Soullier (1893-1897)
4. Barthélémy Cassien Augier (1898-1906)
5. Auguste Lavillardière (1906-1908)
6. Augustin Dontenwill (1908-1931)
7. Théodore Labouré (1932-1943), sob sua direção, a congregação experimentou um forte crescimento. No entanto, afetado e exausto pela Segunda Guerra Mundial, ele deixou as rédeas da congregação para seu vigário geral, padre Hilaire Balmes, que liderou os Oblatos até a formação de um novo capítulo geral em 1947.
8. Léo Deschâtelets (1947-1972)
9. Richard Hanley (1972-1974) só será superior por dois anos e meio, desde que deixou a congregação em 1974.
10. Fernand Jetté (1974-1986)
11. Marcello Zago (1986-1988)
12. Wilhelm Steckling (1998-2010), missionário no Paraguai e Argentina foi superior da congregação antes de se tornar bispo de Ciudad del Este no Paraguai.
13. Louis Lougen (2010-2022), de nacionalidade americana e anteriormente foi missionário no Brasil.
14. Luis Ignacio Rois Alonso (2022-)

### Organização geográfica
A Europa está agora organizada em seis províncias: província da França com sua missão no Vietnã, província da Europa central (formada em 2007, inclui a antiga província da Alemanha, Áustria e República Tcheca), província de Bélgica-Holanda, província mediterrânea (que inclui as antigas províncias da Itália e Espanha, com a delegação do Senegal, a missão do Saara Ocidental e a missão da Romênia), província anglo-irlandesa e finalmente a província da Polônia (com a delegação da Ucrânia e a delegação de poloneses da França e do Luxemburgo e a missão da Bielorrússia e a missão do Turquemenistão, Polônia também ocupa a delegação de Madagascar).
A Ásia está organizada em seis províncias: Austrália com sua delegação da China; Colombo (Sri Lanka) com sua delegação de Bangladesh, sua delegação do Paquistão, sua delegação do Japão e sua missão na Coreia do Sul ; Jaffna (Sri Lanka); Índia; Indonésia; Filipinas com sua delegação do Laos e da Tailândia. A África está organizada em sete províncias: Camarões e sua missão da Nigéria, Congo com sua missão de Angola, Natal e sua missão do Zimbábue, Lesoto e sua missão do Botsuana, província central da África do Sul, província do norte da África do Sul, e Namíbia.
Ainda existem quatro províncias na América do Norte, três no Canadá (uma das quais acompanha uma missão no Quênia) e uma nos Estados Unidos (que também cuida da missão na Zâmbia). As três províncias oblatas canadenses são a província de Notre-Dame-du-Cap, que agrupa obras de língua francesa do leste do Canadá, a província de Lacombe, que é a província de língua inglesa e a província de Assunção que reúne obras polonesas e está sediada em Toronto. A América do Sul está dividida em seis províncias.